# Вольбуж (гмина)
Вольбуж (пол. Wolbórz) — сельская гмина (волость) в Польше, входит как административная единица в Пётркувский повет, Лодзинское воеводство. Население — 7594 человека (на 2008 год).

## Соседние гмины
1. Гмина Бендкув
2. Гмина Мнишкув
3. Гмина Мощеница
4. Гмина Сулеюв
5. Гмина Томашув-Мазовецки
6. Гмина Уязд
7. Пётркув-Трыбунальски